# 鉄道教習所

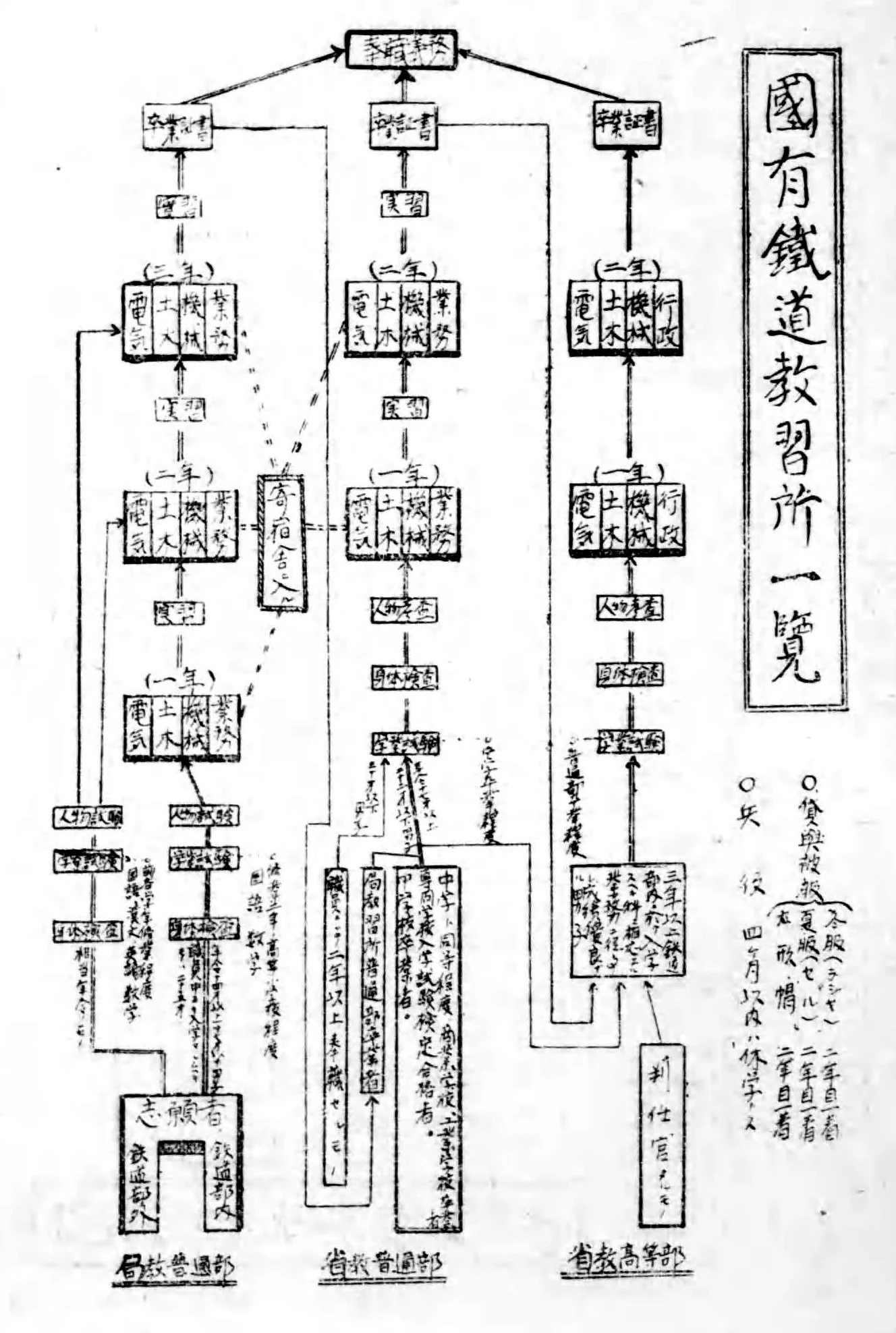
鉄道教習所 キャリアパス（1925年）

鉄道教習所（てつどうきょうしゅうじょ）は明治から太平洋戦争後にかけて存在した鉄道院、鉄道省、運輸通信省鉄道総局、運輸省鉄道総局、日本国有鉄道の職員養成機関。単なる研修施設ではなく、旧制中学校卒業レベルを対象として選抜し、旧制専門学校相当の教育を行う機関としての要素もあった。

## 歴史
鉄道教習所は設置されてからさまざまな変遷をたどった。
- 1909年（明治42年）6月 - 鉄道院により、中央教習所と地方教習所が設置される[2]。
- 1921年（大正9年）5月 - 鉄道省成立により、鉄道省教習所（省教）と鉄道局教習所（局教）に改組される[2]。
- 1949年（昭和24年） - 日本国有鉄道成立により、鉄道管理局配下に改組される[2]。
- 1965年（昭和40年）9月1日 - 鉄道学園に改組される[3]。

## 鉄道院職員教習所

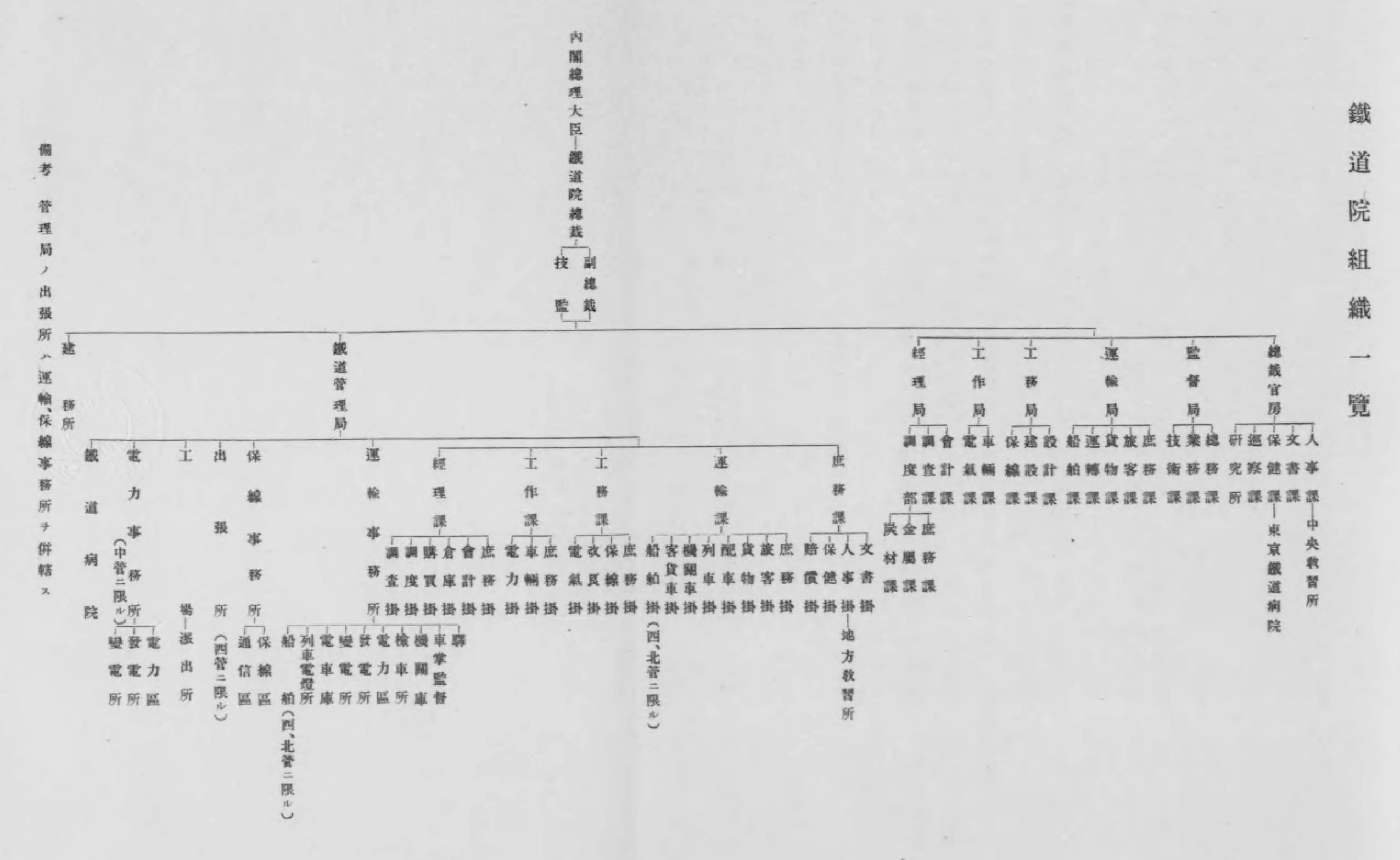
鉄道院組織図（1920年）。中央教習所は総裁官房人事課、地方教習所は鉄道管理局庶務課人事掛の配下に設置された。

1909年（明治42年）、鉄道院初代総裁後藤新平によって各鉄道管理局（東部・中部・西部・九州・北海道）ごとに鉄道院職員地方教習所が、東京に鉄道院職員中央教習所が設置された。いずれも入所資格は部内職員のみであった。単なる技術習得よりも人格修養を重視した。
地方教習所（教習期間6月以内、以下地教）は所属長の推薦のみで選抜し、学科試験はなかった。学科は業務科（駅務系統）、運転科（運転系統）の2学科体制が基本であった。教習科目は車輛、保線、法規、信号保安及列車運転計画、交通地理、計理、統計といった鉄道業務に関するものの他に、精神講話、数学、英語のような普通科目を教えていた。教習期間中は無給だが、総裁の許可を得て、一定の教習手当を支給できた。
中央教習所（以下中教）は普通科（甲部=業務、乙部=運転の2部制）、英語科、特科の3学科である。特科・英語科には卒業後4年間の奉職義務があった。修学旅行も実施した。ただし特科は実際には設置されなかった。
普通科（6月以内）は官公立中学校卒業程度の学力を有する者、地教修了後に現場で成績優秀な者を所属長の推薦によって選抜して入所させた。普通科はもともと2期限りの臨時の組織であったが、向学心があっても経済的な事情から進学の夢を断たれた職員に学びの場を提供することとなり、制度が恒久化された。
特科（1年以内）は中教普通科卒業生または各部局所長の推薦した者で学科試験で合格した者、中教普通科卒業者で中教所長が特に推薦したものを入所させる。
英語科（6月以内）は年齢25歳以下で官公立中学校卒業程度の学力を有し、勤続6ヶ月以上で将来も永く鉄道に勤務することが確実な職員に対し、選抜試験を課した上で入所させた。

### 1913年の改正
1913年（大正2年）に制度が改正され、地方教習所は鉄道管理局教習所となった。中教、局教とも学力程度を不問とするかわりに必ず入所試験（旧制中学校卒業レベル）が課されるようになった。

第8条　鉄道院中央教習所に本科及英語科を置く本科を左の三科に分つ

 -  - 　業務科　機械科　電気科

 - 　各学科の定員は業務科は七〇名他の各学科は三〇名とす
第10条　各学科の教習機関は一八箇月以内とす

第11条　本所入学を許可すへき者は左の資格を有し所属長の推薦を受け選抜試験に合格したるものに限る但し選抜試験は中学校卒業程度を標準とす...
—鉄道院中央教習所規定（1918年）
中教は業務科、機械科、電気科、英語科の4学科。入所資格は30歳以下で1年以上勤続の職員であり、これに対し中学校卒業程度の学科試験を課した。教習期間は18ヶ月に延長され、全学科に卒業後3年間の奉職義務を課した。
局教は業務科、機械科の2学科。入所資格は30歳以下で6ヶ月以上勤続の職員であり、これに対し中学校2年修了程度の学科試験を課した。

### 1919年の改正
1919年（大正8年）の制度改正により、受験資格は部外に開放された。
局教においては、業務課において部外入学者を認め、高等小学校卒業程度の試験に合格した者を6ヶ月の予科に入学させた後、業務科本科に進学させた。
中教においても、中学校卒業程度の試験に合格した部外者について、1年制の予科に入学させた後、部内者と共に、1年制の本科に進ませた。また、これに伴い、中教の教習期間は1年となった。

## 鉄道省教習所
1922年（大正11年）、鉄道50年祝典記念事業の一環として、鉄道教習所は大幅に拡充された。
中教は「鉄道省教習所（略称「省教」）」と改め、旧制専門学校に相当する普通部（業務科、機械科、土木科、電気科）を東京に設置し、旧制中学校卒業程度の入学試験合格者に対して修学年限を2年に延長し、卒業生は省内に限り旧制専門学校卒業者と同格の待遇となった。
省教はさらに、普通部の上に旧制大学に相当する修学年限2年の「高等部（行政科、機械科、土木科、電気科）」を置き、卒業生は同じく省内に限り旧制大学卒業生と同格の待遇となった（下述のとおり高文試験合格後、再採用された場合は省内限りでは無く、正式な高等官となる）。
いずれも、修学期間の二倍の期間の奉職義務があった。
教育内容として、それまでの職能教育中心から普通教育に重点を置いた内容に変更した結果、鉄道教習所は中等教育から高等教育までを部内で与える総合的な官費学校として屹立した。このため省教普通部は旧制中学校卒業者から多くの受験者が集まり、受験倍率は10倍を超える難関となった。
さらに、省教高等部については、行政科出身者のほとんどが高等文官試験に合格するなど、めざましい成果を上げた。
しかし、1925年（大正14年）、省教高等部は三期生を最後として募集停止となり、省教普通部は即時廃止され、在校生は新たに設立された東京鉄道局教習所専門部2年次へ編入された。
東京鉄道局教習所専門部は、省教普通部の衣替えというべきものであり、旧制中学卒業水準の者に対し2年の教育を行い、卒業生は省内に限り旧制専門学校卒業者と同格の待遇とされたが、部外募集は廃止された。

### 鉄道局教習所
1922年（大正11年）の省教設置と同時に、局教は鉄道局教習所に改められ、鉄道局毎に札幌、仙台、東京、名古屋、大阪、門司の六カ所に設置された 。
- 東京鉄道局教習所 - 東京市豐島区池袋二丁目 [8]（省教普通部を合併）
- 名古屋鉄道局教習所 - 名古屋市東区千種町 [8]
- 大阪鉄道局教習所 - 神戸市若松町五丁目 [8]
- 門司鉄道局教習所 - 門司市大里町 [8]
- 仙臺鉄道局教習所 - 仙臺市東八番町 [8]
- 札幌鉄道局教習所 - 札幌市苗穗町 [8]

設置学科は以下であった。
- 専門部（東京鉄道局教習所のみ設置）[8]
  - 業務科、機械科、土木科、電気科 [10]
- 専修部
  - 驛員車掌科、電信科、信號操車科、檢車手科、機關手科、機關助手科、機關手高等科、保線科、電機運轉手科、電機運轉助手科、電車運轉手科[11]

専門部は、旧制中等教育学校3年修業程度の入学試験合格者に対して、修業年限を3年に延長し、卒業生については中学校卒業者と同格の待遇となった。このため、省教普通部と同様に、局教普通部も高等小学校卒業者から多数の受験者が集まり、東京鉄道局教習所では入学倍率が20倍を超えるほどであった。
しかし1925年（大正14年）の省教廃止の後、1932年（昭和7年）には局教普通部も廃止され、鉄道局は修学期間4 - 8ヶ月の専修部のみとなり、1922年（大正11年）に大幅に拡充された鉄道教習所は、拡充以前の純粋な部内研修施設に戻ることとなった。

## 鉄道教習所
1939年（昭和14年）、勅令第617号鉄道教習所官制により、教習所制度は一気に拡大した。鉄道省の部内組織から大臣官房養成科直属の独自の官制による正式な官立学校となった。

第一条　鉄道教習所は鉄道大臣の管理に属し鉄道職員に対し鉄道業務に須要なる知識技能を教授しかねてその徳性を涵養する所とす
—鉄道教習所官制（1939年 勅令617号）
東京、大阪、名古屋、門司、仙台、札幌の教習所に普通部が復活した。 専修部も拡大された。
- 札幌鉄道敎習所 - 札幌市 [注釈 1]
- 仙台鉄道敎習所 - 仙台市[注釈 1]
- 新潟鉄道敎習所 - 新潟市[注釈 1]
- 門司鉄道教習所 - 門司市[注釈 1]
- 広島鉄道教習所 - 広島市[注釈 1]
- 大阪鉄道教習所 - 神戸市[注釈 1]
- 名古屋鉄道教習所 - 名古屋市[注釈 1]
- 東京鉄道教習所 - 東京市（豊島区西池袋）[注釈 1][14]

学科は
- 駅員車掌科
- 電信科
- 信号操車科
- 運転高等科
- 機関士科
- 機関助士科
- 検車科
- 電気機関士科
- 電気機関助士科
- 電車運転士科
- 土木高等科
- 工事科
- 保安科
- 線路科
- 工場作業科
- 車電科
- 電気科
- 通信機科
- 電気保安科

の計19学科で構成された。
1940年（昭和15年）には全鉄道教習所を青年学校の課程と同等以上に認定され、東京鉄道局教習所専門部は徴兵猶予が認められ、配属将校も置かれるようになった。
1943年（昭和18年）には樺太、新潟、広島の各鉄道局にも教習所が設置された。札幌、広島の教習所には船員養成所を附設した。
1945年（昭和20年）には四国と三島にも教習所が設置された。1946年（昭和21年）には三島、大阪の教習所に専門部を増設すると同時に各専門部、中等部（普通部を改称）の教習期間を3年に延長した。同年文部省から中等部は専検指定を受け、専門部は旧制専門学校として認定を得るとともに旧制高校高等科、大学予科と同等以上と認定された。

## 終焉
正式の学校となった鉄道教習所であったが、1948年（昭和23年）、C.T.S（連合軍総司令部民間運輸局）から単線型教育の学校体系を創設するため、教習所の教育は実務を中心とすべしという覚書が運輸省に送られた。1949年（昭和24年）限りで学校教育的色彩の強い中等部、専門部は廃止され、代わりに鉄道教育、職能教育に向けた専攻部、高等部、普通部を設けられた。
1965年（昭和40年）9月1日には、鉄道教習所は第一種鉄道学園（例：中央鉄道教習所は中央鉄道学園に）、職員養成所は第二種鉄道学園に改称された。さらに全国27か所にあった技能者養成所も、第一種鉄道学園もしくは第二種鉄道学園に統合された。
- 中央鉄道学園 （廃止後は売却され武蔵国分寺公園）[19]
- 北海道総局 - 北海道鉄道学園 [19]
- 青函船舶鉄道管理局 - 函館鉄道学園 [19]
- 旭川鉄道管理局 - 旭川鉄道学園 [19]
- 盛岡鉄道管理局 - 盛岡鉄道学園 [19]
- 秋田鉄道管理局 - 秋田鉄道学園 [19]
- 仙台鉄道管理局 - 東北鉄道学園 [19]（仙台市木下陸奥国分寺傍[20]; 後にJR東日本仙台研修センター,現在は聖和学園高等学校薬師堂キャンパス[21]）
- 新潟鉄道管理局 - 新潟鉄道学園（新潟県新津市; 廃止され現在は新潟市新津鉄道資料館） [19][22]
- 東京北鉄道管理局 - 関東鉄道学園 [19][3] （大宮市日進町2丁目[23]）
- 高崎鉄道管理局 - 高崎鉄道学園 [19]
- 水戸鉄道管理局 - 水戸鉄道学園 [19] （水戸市那珂川駅近隣; 現在は廃止）
- 千葉鉄道管理局 - 千葉鉄道学園 [19]
- 長野鉄道管理局 - 長野鉄道学園 [19]
- 静岡鉄道管理局 - 静岡鉄道学園 [19]
- 名古屋鉄道管理局 - 中部鉄道学園 [19]
- 金沢鉄道管理局 - 金沢鉄道学園 [19]
- 大阪鉄道管理局 - 関西鉄道学園 [19]
- 天王寺鉄道管理局 - 天王寺鉄道学園 [19]
- 福知山鉄道管理局 - 福知山鉄道学園 [19]
- 広島鉄道管理局 - 広島鉄道学園 [19]
- 米子鉄道管理局 - 米子鉄道学園 [19]
- 岡山鉄道管理局 - 岡山鉄道学園 [19]
- 釧路鉄道管理局 - 釧路鉄道学園 [19]
- 四国総局 - 四国鉄道学園 [19]
- 大分鉄道管理局 - 大分鉄道学園 [19]
- 門司鉄道管理局 - 鳥栖鉄道学園 [19]
- 門司鉄道管理局 - 九州鉄道学園 [19]
- 熊本鉄道管理局 - 熊本鉄道学園 [19]
- 鹿児島鉄道管理局 - 鹿児島鉄道学園 [19]

さらに国鉄分割民営化により、現在はJR各社の社員研修センターとなった。
- 東日本旅客鉄道総合研修センター
- 東海旅客鉄道総合研修センター
- 西日本旅客鉄道社員研修センター
- 九州旅客鉄道社員研修センター

## 著名な出身者
- 田中菊雄 （英語学者）
- 野中広務 （政治家）
- 佐藤忠男 （映画評論家）
- 金子満広 （政治家）